# Meina
Meina (Mèina in piemontese e in lombardo) è un comune italiano di 2 344 abitanti della provincia di Novara in Piemonte. È situato sulla sponda piemontese del Lago Maggiore alla foce del torrente Tiasca.

## Storia

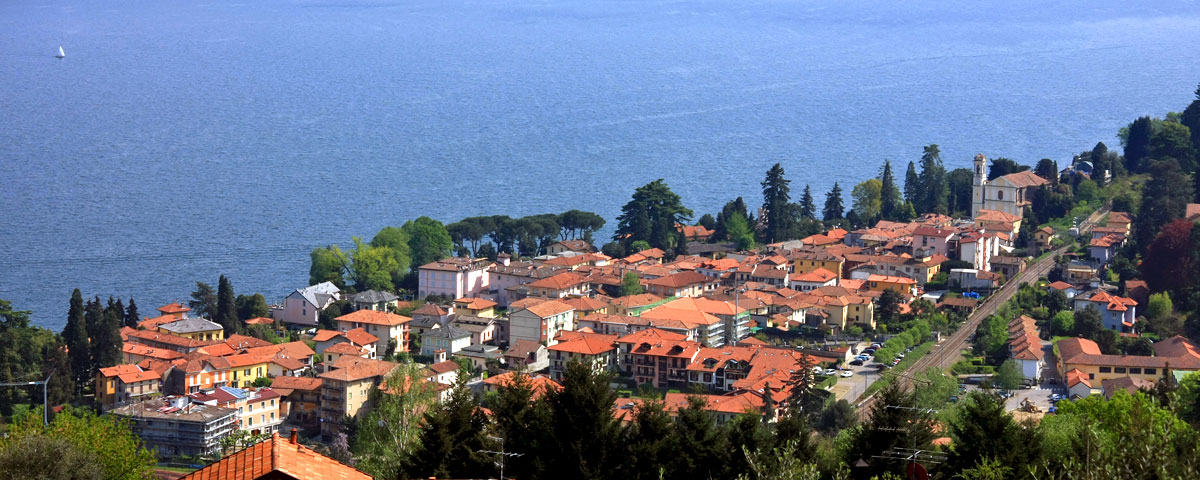
Panorama di Meina

Il luogo era frequentato da genti preistoriche insediate in un paio di siti a poca distanza dal lago  nell'Età del bronzo (fine III - II millennio a.C.), come testimonia il ritrovamento di una piccola ascia in pietra verde.
Nel 49 a.C. tutte le popolazioni che abitavano il territorio a Nord del Po, divennero cittadini romani a pieno diritto.
In epoca romana da Meina passava la via Severiana Augusta, strada romana consolare che congiungeva Mediolanum (la moderna Milano) con il Verbannus Lacus (il Lago Verbano, ovvero il Lago Maggiore, e da qui al passo del Sempione (lat. Summo Plano). 

Nella ripartizione di Augusto il territorio faceva parte della Regio XI Transpadana.
Caduto l'Impero romano il territorio appartiene al Regno longobardo, poi al Regno d'Italia dell'Impero carolingio, infine alla ripartizione feudale.
Nel X secolo il territorio costiero occidentale del Lago maggiore e Meina stessa sono parte della Marca d'Ivrea.
La prima notizia storica risale all'anno 951, quando Màdina (nome originario del paese) è menzionata come Corte regia ossia come comunità e distretto economicamente autosufficiente già appartenuta ai possedimenti regi longobardi o carolingi.
Nel 951 essa veniva riconfermata dal re Berengario II al Monastero Pavese di S.Maria del Senatore.
Come le altre terre del lago, Meina va considerata lombarda per storia e per etnia: infatti anche nei secoli medievali esse dipendevano 
dagli Arcivescovi Milanesi prima e dai Signori di Milano poi.
Nel XIV secolo Màdina (o anche Mèdina) era una Castellanza del Distretto arcivescovile di Lesa e Vergante.
Meina faceva parte della Comunità del Vergante, avendo sottoscritto nel 1389, assieme al comune di Lesa, gli Statuti del Vergante approvati dall'arcivescovo Antonio da Saluzzo.
Il comune segue dapprima direttamente le vicende del Ducato di Milano fino alla metà del XV secolo quando Filippo Maria Visconti concede i feudi di Meina, Lesa e del Vergante a Vitaliano I Borromeo.

Meina segue quindi la storia dei Borromeo conti d'Arona. 
Nel 1748, con il trattato di Aquisgrana che pone fine alla guerra di successione austriaca, Carlo Emanuele III di Savoia ottiene l'alto novarese che entra così nel 
Regno di Sardegna.
Alla fine del XVIII secolo la Comunità del Vergante si dissolve sotto l'incalzare delle armate napoleoniche e del nuovo ordine europeo.

Dal 1805 Meina, nel Dipartimento dell'Agogna, è parte del Regno d'Italia napoleonico.
Alla caduta di Napoleone, come tutto il Vergante, Meina torna a far parte del Regno di Sardegna, infine del Regno d'Italia nel 1861.
Ghevio, già comune autonomo, è aggregato a Meina nel 1928.
Tra il 15 e il 23 settembre 1943, il paese di Meina è stato teatro della strage di sedici ebrei italiani provenienti dalla Grecia compiuta dalle SS naziste nell'Hotel Meina di proprietà di Alberto Behar, cittadino turco di origine ebraica. A ricordo dell'eccidio, nel 2015 furono posate le pietre d'inciampo all'imbarcadero, vicino al luogo dove un tempo sorgeva l'hotel Meina. Il più recente libro che documenta tali avvenimenti è stato pubblicato nell'agosto 2023, in occasione dell'ottantesimo anniversario della strage (Meina settembre 1943. Stragi, occultamenti e amnesie, Alberti editore).
Attestata in Meina sin dal XVI secolo è la nobile famiglia aronese dei Luatti (o Lovati), oggi estinta, proprietaria di un antico palazzo in via Fabbriche.
Sin dall'Ottocento, Meina è stato luogo di villeggiatura di importanti famiglie, in particolare dei nobili novaresi Cacciapiatti, Fossati de Regibus e Faraggiana. Altre famiglie notabili, il cui nome è stato o è tuttora legato al possesso di palazzi, ville o edifici storici meinesi sono: Cotti Piccinelli, Cumbo, Bedone, Bonomi, Bossi, Faraone, Favini, Galli, Gatti Grami, Lorenzini, Luoni, Minazza, Mondadori, Pernot, (de) Savoiroux.
Nel corso dell'Ottocento Meina divenne anche un rilevante centro industriale: potendo sfruttare le acque del Tiasca, grazie al quale negli anni precedenti erano già stati costruiti numerosi mulini, si insediarono tre importanti cartiere, tutte dotate di macchine a vapore continue, e una fabbrica di torcitura di cotone. A queste si aggiunse prima, nel 1854, una filatura di seta e quindi, per iniziativa dell'imprenditore Emilio Foltzer, una grande fabbrica di oli lubrificanti e grassi per macchine. Nel territorio del comune si insediarono altre fabbriche di più modeste dimensioni e importanza. Nei primi del '900, tra le piccole borgate del lago, Meina è la più industriosa, favorita dalla forza idraulica del Tiasca, dal suo porto (che per esempio già nel '600 imbarcava carbone di legna diretto a Milano) e dall'intraprendenza dei suoi abitanti.
Con regio decreto del 18 marzo 1928 il comune di Ghevio, fino ad allora autonomo, venne soppresso ed il suo territorio fu aggregato al comune di Meina.

### Simboli
Lo stemma concesso con regio decreto del 16 dicembre 1941 è uno scudo partito: nel primo di d'argento, al grappolo d'uva bianca; nel secondo d'azzurro, alla ruota dentata d'oro.
Il gonfalone in uso è un drappo di azzurro.

## Monumenti e luoghi d'interesse

### Architetture religiose
- Chiesa di Santa Margherita, santa patrona del comune, si trova in posizione periferica rispetto al centro dell'abitato. Consacrata nel 1785, conserva all'interno tre interessanti affreschi: S. Ambrogio contro i pagani di Defendente Peracino (1817), Gloria di santa Margherita e S. Carlo e gli appestati del pittore vigezzino Lorenzo Peretti.
- Chiesa dell'Annunciazione, dai meinesi detta "della Madonnina", situata sulla strada che va al municipio provenendo dal cimitero. I suoi affreschi, raffiguranti la Madonna tra s. Rocco e s. Sebastiano, risalgono alla fine del XV secolo e appartengono alla scuola novarese. In origine era una cappella costruita alla confluenza di tre antiche vie ed era intitolata a Sancta Maria ad fontes sostituendo così l'antica devozione pagana di Celti e Romani al culto delle Matrones, divinità protettrici della fertilità. Dopo l'arricchimento degli affreschi, fu nel XVII secolo che si costruì la chiesa vera e propria grazie alle donazioni di alcuni cittadini. Tra questi vi fu Bartolomeo Viotti che partì da Meina per combattere i Turchi al servizio di Venezia. La chiesa ospita il sepolcro del nobile Giacomo Francesco Luatti di Arona.[14]
- Chiesa di Santa Maria Assunta in Cielo, in località Fortezza, domina il territorio della frazione di Ghevio. All'interno interessante la volta affrescata da Carlo Borsetti (1740) e un altare barocco del 1777, che in una nicchia ospita una statua mariana di fine Cinquecento. Di particolare interesse la torre campanaria di età romanica (fine secolo XI - inizio XII) alta 30 metri con finestre monofore e bifore ed archetti pensili.
- Oratorio di Sant'Anna, nell'abitato di Ghevio. A forma di tempietto con portico, è di origine medievale ed in antico era intitolato a san Gottardo. All'interno è affrescata una Madonna del latte con san Gottardo risalente al Cinquecento. Dopo la peste del 1630 per grazia ricevuta fu dedicato a sant'Anna.
- Oratorio di San Rocco, all'interno dell'abitato di Silvera, altra frazione del comune, fu costruito nel 1684. Di piccole dimensioni, proporzionate all'abitato.
- Chiesa della Madonna di Fatima in località Piantini, voluta dagli abitanti della località e dedicata al Cuore Immacolato di Maria, consacrata il 4 novembre 1958.

### Architetture civili

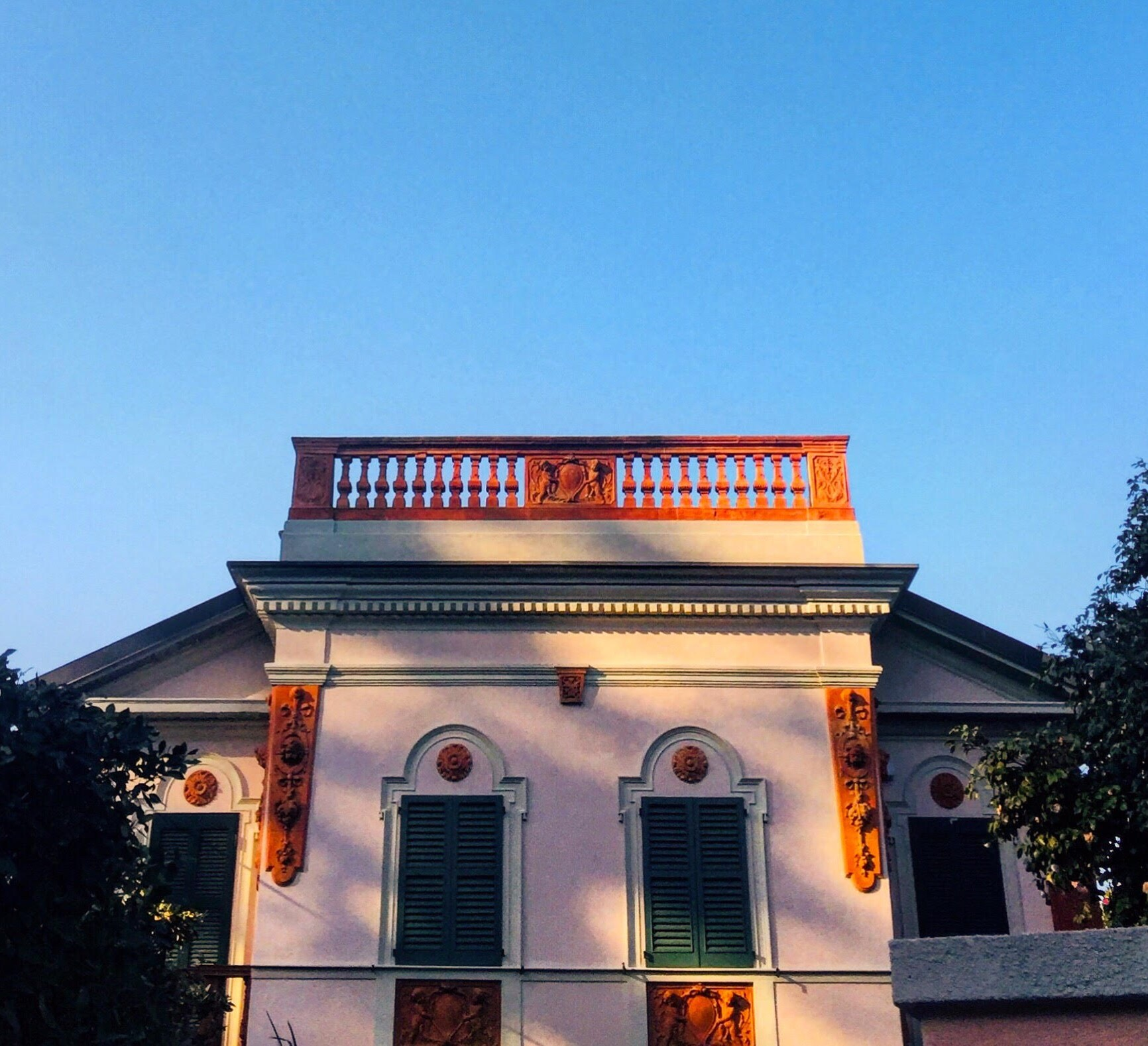
Villa Galli - Gatti Grami in via Sempione, 50

- Palazzo Bedone, residenza dal '700 degli omonimi notabili meinesi.
- Villa Faraone, già Collano, è un edificio in stile neoclassico a due piani, la cui facciata è visibile dal lago. Degni di nota sono l'antico giardino all'italiana e la cancellata neobarocca.[15]
- Villa Faraggiana Ferrandi, è una villa signorile in stile neoclassico, fatta costruire nel 1852 dal nobile senatore Raffaele Faraggiana come residenza di villeggiatura della famiglia. Il vasto parco costituisce il Museo Botanico voluto da Catherine Faraggiana Ferrandi, moglie di Raffaele, sepolta nel cimitero locale di via Roma.
- Villa Bonomi o Villa Rossa, così chiamata per le sfumature di intonaco rosso sulla facciata, oggi scomparse, che accompagnavano uno stile architettonico ricco di arabeschi, colonne e intrecci in rilievo su pietra.
- Villa "De Savoiroux", sorta su una casa di villeggiatura appartenente ai Gesuiti, a loro volta subentrati ai monaci benedettini di Arona, proprietari dell'edificio per secoli; la villa, come appare oggi, fu progettata dall'architetto E. Linati, configurando una pianta a U e un'altezza di tre piani per l'edificio.
- Villa Paradiso (anticamente Villa "Pernot-Favini" o Villa Carlotta) fu edificata nella seconda metà dell'Ottocento dalla famiglia Pernot e venne ultimata nel 1892-93, quando divenne proprietà dell’avvocato milanese Gaetano Favini, che la dedicò a sua madre, la nobile Carlotta Sessa, da cui il nome di "Villa Carlotta"; la villa, costruita in poggio e a dirimpetto sul lago, appariva già allora caratterizzata da imponenza e sobria eleganza, e il parco retrostante diradava verso la collina. Alla morte di Gaetano Favini, la villa passò per alcuni anni alla figlia Alessandra e al di lei marito Luigi Sessa, Cavaliere dell'Ordine della Corona d'Italia e podestà di Arzago d'Adda, che l'abitarono con le figlie Gaetanina, Camilla e Carla Sessa, quest'ultima moglie di Giovanni Gatti Grami. Oggi la villa, trasformata in albergo, è nota come Hotel Villa Paradiso.
- Villa "Galli - Gatti Grami", elegante complesso signorile situato in Via Sempione, progettato attorno al 1870 dall'architetto Ercole Gallarini di Novara in stile neo-rinascimentale su commissione dei Galli, famiglia novarese di notai; successivamente nella prima metà del Novecento divenne dimora dei Gatti Grami, famiglia possidente originaria di Moglia di Gonzaga, e ospitò il laboratorio e la farmacia del dottor Anselmo Gatti Grami, ex capitano del Regio Esercito.
- Villa Eden, realizzata tra il XIX e il XX secolo.
- Officina di Ghevio, nell'omonima frazione, si trova l'interessante edificio che ospitava l'officina di un fabbro (fine del XIX secolo circa) ancora attiva fino alla fine degli anni novanta del XX secolo; è ancora possibile osservare la ruota ad acqua che serviva a mettere in moto il maglio usato nell'officina.
- Fabbrica Tosi, nel XIX secolo Meina ospitava diverse industrie (non a caso una via del paese è chiamata Via Fabbriche): una delle più importanti era la fabbrica per la torcitura del cotone, di proprietà della famiglia Tosi, in riva al torrente Tiasca tra Meina e Solcio di Lesa.

### Lungolago
Nel 2021, dopo decenni di discussioni e il succedersi di svariati progetti, è stato inaugurato il nuovo lungolago di Meina, nell'area dove sorgevano i giardini comunali di piazza Marconi (risalenti agli anni '30 realizzati interrando il porto di Meina) e dove sorgeva l'Hotel Vittoria, demolito nel 2009. 
Sul lungolago è installata una scultura in memoria dell'Olocausto denominata A head for Meina, dello scultore israeliano Ofer Lellouche.
Nell'ottobre 2021, il comune di Meina con il nuovo lungolago ha vinto il premio "La città per il verde", classificandosi al primo posto per la sezione “Verde Urbano”.

## Società

### Evoluzione demografica
Abitanti censiti

## Cultura

### Musei
Nel corso della prima metà del XX secolo lo chalet di Villa Faraggiana è stato luogo di esposizione dei trofei di caccia di Alessandro Faraggiana e dei cimeli dell'esploratore Ugo Ferrandi; oggi accoglie il Museo Meina, moderno Museo multimediale che periodicamente varia le proprie tematiche e consente ai visitatori di vivere coinvolgenti esperienze.

Lo chalet, con vista sul lago, è circondato da un parco nel quale sono allevate numerose specie botaniche. Nel parco sono anche strutture per ospitare incontri, convegni, spettacoli, laboratori.
Nell'edificio del Municipio è una raccolta di dipinti di soggetto locale.

### Centro culturale e Biblioteca
Situato in un antico edificio del centro storico, in via Mazzini, è il Centro culturale polivalente per attività di studio, conferenze ed esposizioni. Nello stesso stabile è la sede della Biblioteca Don Candido Tara che raccoglie più di 6 000 volumi.

### Film girati a Meina
Oltre al citato Hotel Meina, in realtà girato soprattutto a Baveno, a Meina, più precisamente proprio all'Hotel Meina furono girate nel 1932 alcune scene del film di Mario Camerini, "Gli uomini che mascalzoni" con la sceneggiatura di Mario Soldati. Meina ha anche ospitato alcune riprese del film del regista Goffredo Alessandrini "Luciano Serra, Pilota" in cui Amedeo Nazzari prende il volo con l'idrovolante da villa Foltzer.

## Amministrazione
Di seguito è presentata una tabella relativa alle amministrazioni che si sono succedute in questo comune.
| Periodo        | Periodo        | Primo cittadino           | Partito                             | Carica  | Note   |
| -------------- | -------------- | ------------------------- | ----------------------------------- | ------- | ------ |
| 26 giugno 1985 | 25 maggio 1990 | Maurizio Cotti Piccinelli | Democrazia Cristiana                | Sindaco | [ 18 ] |
| 25 maggio 1990 | 24 aprile 1995 | Paolo Cumbo               | lista civica                        | Sindaco | [ 18 ] |
| 24 aprile 1995 | 14 giugno 1999 | Paolo Cumbo               | centro                              | Sindaco | [ 18 ] |
| 14 giugno 1999 | 14 giugno 2004 | Marcello Donderi          | centro                              | Sindaco | [ 18 ] |
| 14 giugno 2004 | 8 giugno 2009  | Marcello Donderi          | centro-sinistra                     | Sindaco | [ 18 ] |
| 8 giugno 2009  | 26 maggio 2014 | Paolo Cumbo               | il popolo della libertà - altri     | Sindaco | [ 18 ] |
| 26 maggio 2014 | 26 maggio 2019 | Fabrizio Barbieri         | lista civica: Valore Aggiunto       | Sindaco | [ 18 ] |
| 26 maggio 2019 | 10 giugno 2024 | Fabrizio Barbieri         | lista civica: Valore Aggiunto 2.0   | Sindaco | [ 18 ] |
| 10 giugno 2024 | In carica      | Gian Carlo Blangiardo     | lista civica: Insieme per Rinascere | Sindaco | [ 18 ] |